# Edwin Atherstone
Edwin Atherstone (Nottingham, 17 de abril de 1788-Bath, 29 de enero de 1872) fue un escritor y poeta Inglés. Él escribió en la época romántica. Escribió dos novelas, varias obras de teatro, poemas y dos grandes epopeyas The Fall of Nineveh  (La caída de Nínive) y Israel in Egypt (Israel en Egipto). Sus epopeyas son escritas en verso blanco (pentámetro yámbico).
La caída de Nínive es muy largo y se compone de una treintena de libros. El poema cuenta la historia de la guerra dos medos y dos babilonios contra Sardanápalo (Asurbanipal), el último tiránico rey de Asiria.

## Grandes obras
- La caída de Nínive (1828-1868)
- Israel en Egipto (1861)
- Los últimos días de Herculano (1821)
- Abradates y Panthea (1821)
- Reyes marinos en Inglaterra (1830)
- El escrito en la pared (1858)
- Las obras dramáticas (1888)